# Ichthyophis cardamomensis
Espèce
Ichthyophis cardamomensis est une espèce de gymnophiones de la famille des Ichthyophiidae.

## Répartition
Cette espèce est endémique du Cambodge. Elle se rencontre dans le sanctuaire de Phnom Sankos dans la chaîne des Cardamomes.

## Étymologie
Son nom d'espèce, composé de cardamom et du suffixe latin -ensis, « qui vit dans, qui habite », lui a été donné en référence au lieu de sa découverte, la chaîne des Cardamomes.

## Publication originale
- Geissler, Poyarkov, Grismer, Nguyen, An, Neang, Kupfer, Ziegler, Böhme & Müller, 2015 : New Ichthyophis species from Indochina (Gymnophiona, Ichthyophiidae): 1. The unstriped forms with descriptions of three new species and the redescriptions of I. acuminatus Taylor, 1960, I. youngorum Taylor, 1960 and I. laosensis Taylor, 1969. Organisms, Diversity, and Evolution, vol. 15, p. 143–174.